# Louisiana Five

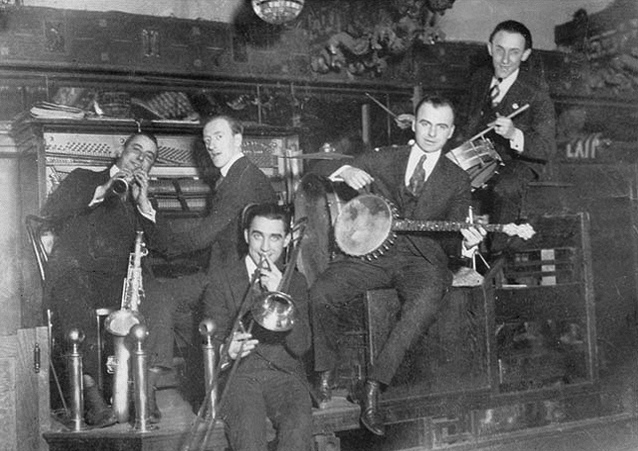
Louisiana Five met v.l.n.r. Nuñez, Cawley, Panelli, Berger en Lada

Louisiana Five was een Amerikaanse dixieland-band en een van de eerste jazz-groepen die eind jaren 1910 platen ging maken.
De groep werd in 1917 in New Orleans opgericht door drummer Anton Lada, die ook manager zou worden. De andere bandleden waren klarinettist Alcide 'Yellow' Nuñez, pianist Joe Cawley, trombonist Charlie Panelli en banjo-speler Karl Berger. In 1918 maakte de band proefopnamen voor Columbia Records en later dat jaar verscheen bij Emerson Records de eerste plaat. Het was na de Original Dixieland Jass Band (die enkele maanden eerder opnamen maakte) de tweede groep uit New Orleans die platen ging maken. De volgende jaren werden talloze platen uitgebracht op Emerson, Columbia en Edison Records, zoals de hits Clarinet Squawk en Slow and Easy (waar kornettist Doc Behrendson meespeelde). Sommige platen waarop meer musici speelden, werden uitgebracht onder de naam Louisiana Five Jazz Orchestra. Ook zanger Billy Murray was op enkele opnames te horen. De groep was populair in New York en omstreken. Nadat Nuñez de groep had verlaten, maakte de band nog enkele opnames met een violist en stopte ermee in 1920.